# Uitlekken (informatie)
Uitlekken is het naar buiten brengen van vertrouwelijke informatie door een ongeautoriseerde nieuwsbron. Dit perslek oftewel deze lekker blijft doorgaans anoniem.

## Verschijningsvormen
Er zijn twee vormen van uitlekken, bewust en onbewust.

### Onbewust lekken
Deze zijn spontaan, onbedoeld en vaak het gevolg van onoplettendheid. Een journalist treft nieuws aan op een vastgelopen pagina die in een kopieerapparaat is blijven steken, ontvangt fout geadresseerde post of krijgt een e-mail of sms die voor derden bestemd is. Het kan ook gaan om hoorbaar telefoneren in de trein of om een medewerker die zich verspreekt. Krijgt een journalist langs deze weg een fragment te pakken, dan kan hij of zij via sociale netwerken, reconstructie, door het combineren van informatiesnippers en via bluffen proberen meer details te pakken krijgen. De norm in de journalistiek is dat er zo mogelijk een tweede bron is die de juistheid van een feit bevestigt. Soms wordt een nieuwsfeit toegeschreven aan een lek maar dat is dan om de journalistieke primeur meer aanzien te geven terwijl de informatie gewoon opvraagbaar was.

### Bewust lekken
Hierbij speelt een strategische of tactische opzet. Bewuste lekken zijn te onderscheiden naar het belang dat de lekker dient:
- Het persoonlijk belang: de tipgever strijkt met zijn onthulling geld of ander profijt op, ervaart statusverhoging of een andere vorm van waardering of probeert er goodwill mee op te bouwen bij een journalist. Een advocaat die lekt uit een strafdossier zal dat doen in het belang van diens cliënt. Ook emoties zoals wrok en rancune kunnen een persoonlijk motief zijn om via het lekken reputatieschade teweeg te brengen, ontwrichting te veroorzaken of om iemand in publieke verlegenheid te brengen. Speelt persoonlijke genoegdoening geen rol maar wel een (vermeend) hoger belang, dan is een van de navolgende belangen in het geding.
- Een organisatie- of beleidsbelang: de lekker gebruikt het lekken manipulatief om er een organisatiebelang mee te dienen. Een aantal voorbeelden. Hij of zij poogt er een aandachtsconcurrent mee in diskrediet te brengen of wil met ontijdige publieke aandacht andermans plannen in de kiem smoren. Dit laatste wordt in de politiek ook wel een afschietlek genoemd. Het verleggen of afleiden van de publieke aandacht kan eveneens gezien worden als een strategisch of tactisch doel van lekken. Het kan verder ook gaan om het oplaten van een proefballon om politieke reacties of het maatschappelijke draagvlak voor een ingreep te peilen. Deze vorm van lekken kan al dan niet geautoriseerd zijn door de organisatieleiding.
- Het publieke belang: een klokkenluider stelt misstanden zoals onrecht, fraude en niet-integer gedrag aan de kaak of onthult waardevolle feiten die dreigen te worden gewist. Een klokkenluider opereert niet per definitie op anonieme basis, soms wordt echter pas na jaren bekend wie het was. Deep Throat onthulde zijn identiteit toen hij 91 was, ruim 30 jaar na het Watergateschandaal. Klokkenluiders beroepen zich menigmaal op het belang van de democratische rechtsstaat.

Als iemand informatie onderbrengt bij een journalist voor het geval er iets met de ‘lekker’ zou gebeuren kan dit zowel het persoonlijke als het publieke belang dienen.

## Maatregelen tegen perslekken
Lekken wordt in een studie van het Nederlandse ministerie van Justitie over Lekken en Lekkers betiteld als een moeilijk grijpbaar verschijnsel dat niet uitgebannen zal kunnen worden. Maar organisaties kunnen wel preventieve en curatieve maatregelen nemen. Enkele voorbeelden.

### Preventief
- Een open organisatiecultuur bevorderen: medewerkers wijzen op het belang van openheid (voor bestuursorganen ligt het beginsel van openbaarheid vast in art. 110 van de Nederlandse en in art. 32 van de Belgische Grondwet en in uitvoeringswetten).
- Procedures bekorten (opdat bijvoorbeeld er minder kans/tijd bestaat dat een benoeming uitlekt).
- Een ambtseed of geheimhoudingsplicht invoeren.
- Een vertrouwenspersoon of ombudsman aanstellen waar personeel met gevoelens van onvrede terechtkan.
- Technische toepassingen op het gebied van informatiebeveiliging invoeren zoals het plaatsen van papierversnipperaars of het invoeren van (digitale) toegangscontrole.
- Sociale maatregelen zoals mediatrainingen geven, lekken opnemen in een ethische code, een geheimhoudingsbeding opnemen in contracten.
- Organisatorische maatregelen: het beperken van de interne verspreidingsschaal en het compartimenteren van organisatieonderdelen die met gevoelige kennis omgaan.

### Curatief
- Documenten voorzien van unieke (geheime) kenmerken per geautoriseerde. Wanneer de informatie onverhoopt uitlekt, is daarmee wellicht te herleiden wie de lekker is.
- Aangifte doen bij de recherche (hier gaat ook een preventieve werking van uit).

## Bekende lekken
- WikiLeaks
  - Publicatie van 391.832 Amerikaanse documenten over de oorlog in Irak.
  - Publicatie van 92.201 Amerikaanse documenten over de oorlog in Afghanistan.
  - Publicatie van ca. 250.000 geheime berichten tussen Washington en de Amerikaanse ambassades over de hele wereld.
- Panama Papers
  - Publicatie van ca. 11,5 miljoen documenten over legale belastingontwijking, belastingfraude en andere illegale activiteiten van vele prominente personen (2015).
- Pandora Papers
  - 11,9 miljoen vertrouwelijke financiële documenten over belastingontwijking en -ontduiking (2021).

### Bekende lekken
- Prins Bernhard fout in de oorlog?
- Uitlekken miljoenennota in 2004
- Bij de Nederlandse defensie is geheime informatie uitgelekt.
- Clinton boos over uitlekken informatie Paula Jones